# Список постів у Instagram з найбільшою кількістю лайків
Цей список містить 20 найкращих публікацій із найбільшою кількістю вподобайок у соціальній мережі Instagram для обміну фотографіями та відео.
Найпопулярніший пост станом на січень 2023  – це карусель аргентинського футболіста Ліонеля Мессі та його товаришів по команді, які святкують перемогу на Чемпіонаті світу з футболу 2022 року, якій поставили вподобайку понад 75 мільйонів різних акаунтів. Пост, завантажений 18 грудня 2022 року, показує, як Мессі піднімає свій перший трофей чемпіонату світу після перемоги Аргентини над Францією у фіналі. До того ж, ця публікація має найбільше вподобайок на всіх платформах соціальних мереж.

## Поточний рекорд

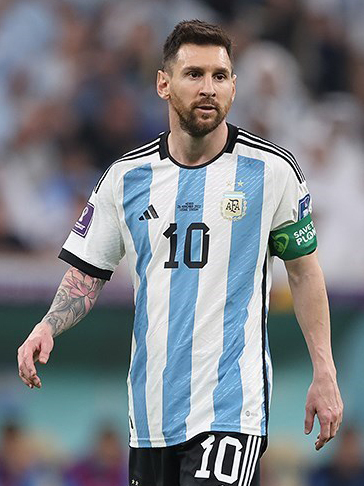
Ліонель Мессі — поточний рекордсмен Чемпіонату світу з футболу 2022 року.

18 грудня 2022 року футболіст Ліонель Мессі опублікував карусель із фотографіями, на яких він піднімає трофей Чемпіонату світу з футболу та святкує з товаришами по команді після перемоги на Чемпіонаті світу з футболу 2022 року за збірну Аргентини, яка набрала 10 мільйонів вподобайок протягом перших 39 хвилин після публікації. Наступного дня публікація мала найбільше вподобайок в Instagram за перші 24 години після публікації, набравши 50 мільйонів лайків, а також мала найбільше вподобайок серед спортсменів, побивши рекорд Кріштіану Роналду,фото якого, граючого з Мессі у шахи, набрало 42 мільйони вподобайок.    20 грудня 2022 року публікація набрала понад 56 мільйонів лайків, перевищивши попередній рекорд @world_record_egg .    У Мессі також є рекордні сім (спільно з Кріштіану Роналду) з 20 найбільш популярних публікацій, причому публікації в основному публікуються навколо Чемпіонату світу 2022 року.
Протягом 48 годин після того, як Мессі опублікував публікацію, публікація в Instagram перевищила 64 мільйони лайків, і таким чином стала публікацією, яка користується найбільшою кількістю вподобань на всіх платформах соціальних мереж, обігнавши публікацію з найбільшою кількістю вподобань на YouTube, музичне відео на пісню « Despacito », яка набрала 50,2 мільйона лайків, і найпопулярнішу публікацію у TikTok, відео, завантажене Беллою Поарч, у якому вона співає під пісню «Sophie Aspin Send», яке набрало 60,3 мільйона вподобайок.   Це також значило, що він став першим постом в Instagram, який набрав 60 і 70 мільйонів вподобайок, досягнувши цього всього за 3 дні після публікації. 

### Попередній рекорд
4 січня 2019 року в обліковому записі @world_record_egg було опубліковано фото яйця з метою перевершити на той час найулюбленіший пост в Instagram – фотографію доньки Кайлі Дженнер, яка набрала 18,6 мільйонів лайків.  Фотографію яйця спочатку зробив Сергій Платанов, який потім опублікував її на Shutterstock(23 червня 2015 року) під назвою «яйця, ізольовані на білому тлі».  Творцем облікового запису @world_record_egg став рекламний креатив Кріс Годфрі та його друзі Сі Джей Браун і Алісса Хан-Вілан.  
14 січня 2019 року пост із яйцем став найпопулярнішим в Instagram, до якого власник облікового запису яйця написав: «Це божевілля. Який час щоб бути живим»  Дженнер відповіла на це за допомогою відео в Instagram, на якому вона розбиває яйце, з підписом: «Візьми це яйце».  Платанов здивувався популярності свого фото, написавши: «Яйце — це просто яйце». 

## Топ 20 публікацій
Два акаунти мають більше однієї публікації в топ-20 постів, які мають найбільше вподобайок: Кріштіану Роналду та Ліонель Мессі мають по сім.
| Місце                   | Назва аккаунту          | Власник                            | Опис публікації                                                                                           | Публікація | Вподобайки (у мільйонах) | Дата посту        |
| ----------------------- | ----------------------- | ---------------------------------- | --- | ---------- | ------------------------ | ----------------- |
| 1                       | @leomessi               | Ліонель Мессі                      | Фотографії Ліонеля Мессі та збірної Аргентиини з футболу після перемоги у Чемпіонаті світу з футболу 2022 |            | 75.0                     | Грудень 18, 2022  |
| 2                       | @world_record_egg       | Кріс Годфрі                        | Фото яйця                                                                                                 |            | 59.4                     | Січень 18, 2019   |
| 3                       | @leomessi               | Ліонель Мессі                      | Ліонель Мессі в ліжку з кубком Чемпіонату світу з футболу                                                 |            | 54.6                     | Грудень 20, 2022  |
| 4                       | @cristiano              | Кріштіану Роналду                  | Кріштіану Роналду та Ліонель Мессі грають у шахи рекламуючи Louis Vuitton                                 |            | 42.7                     | Листопад 19, 2022 |
| 5                       | @leomessi               | Ліонель Мессі                      | Ліонель Мессі в літаку з кубком Чемпіонату світу з футболу                                                |            | 41.9                     | Грудень 19, 2022  |
| 6                       | @cristiano              | Кріштіану Роналду Аль-Насср        | Оголошення про приєднання Кріштіану Роналду до ФК «Аль-Насср»                                             |            | 34.4                     | Грудень 30, 2022  |
| 7                       | @leomessi               | Ліонель Мессі                      | Святкування перемоги на чемпіонаті світу з футболу 2022 у Аргентині                                       |            | 34.3                     | Грудень 21, 2022  |
| 8                       | @cristiano              | Кріштіану Роналду                  | Після вибуття Португалії з Чемпіонату світу з футболу 2022 року                                           |            | 34.2                     | Грудень 11, 2022  |
| 9                       | @leomessi               | Ліонель Мессі                      | Кріштіану Роналду та Ліонель Мессі грають у шахи рекламуючи Louis Vuitton                                 |            | 32.9                     | Листопад 19, 2022 |
| 10                      | @cristiano @georginagio | Кріштіану Роналду Жоржина Родрігес | Анонс вагітності близнюками                                                                               |            | 32.7                     | Жовтень 28, 2021  |
| 11                      | @cristiano              | Кріштіану Роналду                  | Публікація у пам'ять Пеле                                                                                 |            | 32.2                     | Грудень 29, 2022  |
| 12                      | @xxxtentacion           | XXXTentacion                       | Остання публікація перед смертю                                                                           |            | 30.9                     | Травень 19, 2018  |
| 13                      | @leomessi               | Ліонель Мессі                      | Після матчу Чемпіонат світу з футболу 2022 проти Хорватії                                                 |            | 29.7                     | Грудень 14, 2022  |
| 14                      | @cristiano              | Кріштіану Роналду                  | Публікація із зображеннямКріштіану Роналду представлений уболівальникам ФК «Аль-Насср»                    |            | 27.9                     | Грудень 3, 2023   |
| 15                      | @cristiano              | Кріштіану Роналду                  | Товариський матч між ПСЖ і Ер-Ріядом XI                                                                   |            | 27.5                     | Грудень 19, 2023  |
| 16                      | @arianagrande           | Аріана Ґранде                      | Фото Аріани Гранде на її весіллі з Далтоном Гомесом                                                       |            | 26.3                     | Травень 26, 2021  |
| 17                      | @leomessi               | Ліонель Мессі                      | Публікація у пам'ять Пеле                                                                                 |            | 25.9                     | Грудень 29, 2022  |
| 18                      | @zendaya                | Зендея                             | Публікація у честь дня народження Тома Холланда                                                           |            | 25.8                     | Червень 1, 2022   |
| 19                      | @tomholland2013         | Том Голланд                        | Відтворення мему «Людина-павук вказує» за допомогою Тобі Магуайра та Ендрю Гарфілда                       |            | 24.9                     | Лютий 23, 2022    |
| 20                      | @kyliejenner            | Кайлі Дженнер                      | Анонс другої вагітності                                                                                   |            | 24.8                     | Жовтень 8, 2022   |
| Станом на 26 січня 2023 |                         |                                    | |            |                          |                   |

## Історичні публікації з найбільшою кількістю вподобань
У наведеній нижче таблиці перелічено десять останніх публікацій, які колись мали найбільшу кількість вподобайок в Instagram, із кількістю відміток, яка була на момент досягнення першої позиції.
| Ім'я облікового запису   | Власник         | Опис публікації                                                                                  | Публікація | Вподобайки (у мільйонах) | Дата розміщення ( UTC ) | Дата досягнення ( UTC ) | Дні утримки |
| ------------------------ | --------------- | ------------------------------------------------------------------------------------------------ | ---------- | ------------------------ | ----------------------- | ----------------------- | ----------- |
| @leomessi                | Ліонель Мессі   | Фотографії зі збірною Аргентини з футболу після перемоги на Чемпіонаті світу з футболу 2022 року |            | 56,0                     | Грудень 18, 2022        | Грудень 20, 2022        | 42          |
| @world_record_egg        | Кріс Годфрі     | Фото яйця                                                                                        |            | 19.0                     | Січень 4, 2019          | Січень 14, 2019         | 1,436       |
| @kyliejenner             | Кайлі Дженнер   | Перше фото дочки                                                                                 |            | 11.3                     | Лютий 6, 2018           | Лютий 7, 2018           | 341         |
| @beyonce                 | Бейонсе         | Оголошення про вагітність                                                                        |            | 6.3                      | Лютий 1, 2017           | Лютий 1, 2017           | 371         |
| @selenagomez             | Селена Гомес    | Реклама Coca-Cola                                                                                |            | 3.7                      | Червень 25, 2016        | Липень 12, 2016         | 204         |
| @justinbieber            | Джастін Бібер   | Поцілунок із Селеною Гомес                                                                       |            | 3.5                      | Березень 19, 2016       | Травень 4, 2016         | 69          |
| @kendalljenner           | Кендалл Дженнер | Зачіска у формі серця                                                                            |            | 3.5                      | Травень 25, 2015        | Червень 26, 2015        | 313         |
| @kimkardashian           | Кім Кардаш'ян   | Весільний поцілунок з Каньє Вестом                                                               |            | 1.9                      | Травень 27, 2014        | Травень 29, 2014        | 393         |
| @justinbieber            | Джастін Бібер   | Обійми з Селеною Гомес                                                                           |            | 1.5                      | Січень 4, 2014          | —                       | ~145        |
| @justinbieber            | Джастін Бібер   | Публікуйте з Уіллом Смітом                                                                       |            | 1.4                      | Серпень 15, 2013        | —                       | ~142        |
| @justinbieber            | Джастін Бібер   | Публікуйте з його братами і сестрами                                                             |            | 0,06                     | Грудень 29, 2011        | —                       | —           |
| Станом на 27 лютого 2025 |                 |                                                                                                  |            |                          |                         |                         |             |